# Nasmeh Mone Lise
Nasmeh Mone Lise je dramski film iz leta 2003, ki sta ga producirali podjetji Revolution Studios in Red Om Films Productions, režiral ga je Mike Newell, scenarij zanj sta napisala Lawrence Konner in Mark Rosenthal, v njem pa so zaigrale Julia Roberts, Kirsten Dunst, Maggie Gyllenhaal in Julia Stiles. Naslov izhaja iz imena slavne slike Leonarda da Vincija, Mona Lisa, ter istoimenske pesmi, s katero je v originalu nastopal Nat King Cole, za film pa je svojo verzijo pesmi posnel Seal.
S tem filmom je režiser ženski (v tem primeru Juliji Roberts) igralki prvič v zgodovini filma plačal 20 milijonov $ in še do danes je to številko uspelo doseči samo še dvema drugima igralkama.

## Zgodba
Film Nasmeh Mone Lise pripoveduje zgodbo Katherine Ann Watson (zaigrala jo je Julia Roberts), učiteljice, ki je študirala na univerzi Kalifornije ter kasneje, leta 1953, zapusti svojega fanta v Los Angelesu in odide poučevati zgodovino umetnosti na kolidž Wellesley, konzervativni zasebni dekliški kolidž svobodnih umetnosti v Massachusettsu, Združene države Amerike.
Takoj, ko prispe na kolidž Wellesley, naleti na samozavestne študentke, ki so že preučile učni načrt in vedo vse, kar jih je Katherine nameravala tisti dan naučiti. Še istega dne izve, da so imeli voditelji šole na začetku precej pomislekov glede tega, da bi jo najeli in se nazadnje odločili zanjo zato, ker je ni bilo drugih ustreznih kandidatov. Katherine Watson se preseli v stanovanje, kjer poleg nje stanujeta še učiteljica govora, izgovorjave in drže, Nancy Abbey (Marcia Gay Harden) ter šolska medicinska sestra, Amanda Armstrong (Juliet Stevenson), ki Watsonovo posvari pred učenkami ter njihovimi starši. Naslednji dan se Katherine na predavanjih ponovno prikaže samozavestna ter preseneti študentke z moderno umetnostjo, ki ni del učnega načrta, in jih pozove k temu, da ji razkrijejo svoj odnos do umetnosti, kar doseže z vprašanji, kot na primer: »Zakaj [umetnost] postane dobra ali slaba in kdo o tem odloča?« Moderna umetnost sproži radovedne pogovore med študentkami, vendar novejše metode poučevanja Katherine Watson začne divje izpodbijati ena izmed študentk, Elizabeth »Betty« Warren (Kirsten Dunst).
Betty se pod strogim nadzorom svoje konzervativne in oblastne matere, ki ima velik vpliv na kolidžu Wellesley, saj vodi združenje njihovih bivših študentk, pripravlja na poroko s Spencerjem Jonesom. Bettyjini pogledi na določene reči so velikokrat v nasprotju z mnenjem Giselle Levey (Maggie Gyllenhaal), ki ima precej liberalno mnenje glede razmerij. Ko Betty zasmehuje Katherine, ker v srednjih letih še vedno ostaja neporočena, Giselle brani učiteljičino izbiro svobode in meni, da se ženske, kot je ona, ne poročijo zato, ker se »tako odločijo«. Ko ena izmed njunih sošolk v Gisellini torbi po nesreči najde ilegalno kontracepcijo, Giselle svojim šokiranim prijateljicam razkrije, da jo je dobila pri šolski medicinski sestri. Betty za šolski časopis napiše ponižujoč članek in Amando Armstrong nemudoma odpustijo. Nancy kasneje v njihovem stanovanju izvede »predavanje o zakonu«, medtem pa se Katherine zateče v lokalni bar, kjer naleti na učitelja italijanščine, prof. Billa Dunbarja (Dominic West), vojnega veterana, ki se raje šali kot odkrito govori in je imel razmerja z nekaterimi izmed svojih študentk, vključno z Giselle. Bill Dunbar Katherine Watson draži zaradi njene »naprednosti« in jo začne prepričevati k temu, da bi se podredila merilom kolidža Wellesley, kot so se tudi vsi drugi.
Katherine Watson v njeni pisarni obišče ena izmed njenih študentk, Joan Brandwyn (Julia Stiles), ki se je z njo želela pogovoriti o svojem eseju. Joan ji pove, da nima nobenih ambicij glede kariere, saj se namerava potem, ko bo končala kolidž, poročiti, vendar ji razkrije, da je na skrivaj razmišljala o vpisu na pravniško šolo Yale. Betty jo vsa srečna obvesti, da jo njen fant, Tommy Donegal, študent Harvarda, namerava zasnubiti, vendar ji Katherine naslednji dan diskretno preda v roke prijavnico na Yale, Joan pa se znajde na razpotju.
Napoči dan Bettyjine poroke. Bill še naprej nadleguje Katherine, medtem pa njega začne osvajati Giselle. Connie Baker (Ginnifer Goodwin) na poroko spremi Bettyjin bratranec Charlie, kar pa je bila, kot je Connie prepričala Betty, le usluga. Kakorkoli že, na njeno presenečenje Charlie Connie pove, da je Betty uslugo naredila njemu in ko izgine Conniejina negotovost, se začneta zanimati drug za drugega.
Katherine svojim študentkam naroči, naj si dobro ogledajo sliko Jacksona Pollocka, s čimer je nameravala razširiti njihov pogled na umetnost. Tega pa vodstvo kolidža ne podpira, zaradi česar jo ravnateljica pazljivo opozori, da s tem, ko ne poučuje po učnem na črtu, tvega svojo službo.
Medtem ko Joan in Connie v svojih razmerjih postajata vse bolj srečni, se Bettyjin zakon znajde v težavah, saj Spencer veliko časa preživi v New Yorku na službenih potovanjih. Katherinein fant, Paul Moore (John Slattery), jo za božič obišče in jo nenadoma zasnubi, kar pa se izkaže za napačno odločitev, saj Katherine spozna, da nima dovolj močnih čustev zato, da bi se poročila z njim. Betty se po daljši odsotnosti končno vrne na kolidž in Connie Katherine Watson, ki ne odobrava tega, da je zamudila toliko predavanj, razloži, da obstaja nekakšno »nenapisano pravilo«, zaradi katerega učitelji poročenim učencem dovolijo, da zamudijo nekaj predavanj. Katherine Betty pove, naj obiskuje predavanja in izpolnjuje svoje dolžnosti ali pa ne bo izdelala vseh izpitov pri njenem predmetu, Betty pa ji reče, da bi to prineslo posledice. Kljub svojemu prepiru z Betty Katherine še naprej ostaja priljubljena pri učencih, ki jo povabijo na zabavo skrivnega društva, imenovanega »Adamova rebra«, kjer se igrajo igro »resnica ali izziv.« Ker je študentkam prisegla, da jim bo na vse, kar jo bodo vprašale, tudi odgovorila, jim prizna, da je bila že zaročena, potrdi govorice, da je imela afero s hollywoodskim zveznikom in zanika govorice o aferi, ki naj bi jo imela s prof. Dunbarjem. Zopet se začne prepirati z Betty in druga drugo obtožita, da se preveč vtikavata v tuja življenja, posebej pa izpostavita dejstvo, da so Joan po prijavi tudi sprejeli na Yale, kar se Betty zdi narobe. Betty za šolski časopis ponovno napiše ponižujoč članek, tokrat o Katherine Watson, v katerem kritizira njena prizadevanja, da bi študentke kolidža Wellesley odvrnila od njihovih vlog mater in žena, vlog, »za katere smo rojene.« Katherine se končno razjezi in svoje študentke preseneti z jeznim predavanjem, se sooči z ravnateljico in sredi pouka pridrvi v Billovo učilnico ter se začne pritoževati. Ta jo potolaži in ji svetuje, naj se ne vda. Katherine si končno prizna, da jo Bill privlači in par prične z afero, ki pa ji Nancy močno nasprotuje.
Connie s Charliejem preživi romantičen konec tedna, vendar ji Betty potem pove, da je Charlie zaročen z drugim dekletom, »Deb« in jo le izrablja. Na spomladanskem plesu Giselle postane žalostna, ko vidi Katherine in Billa, pa čeprav Connie reče, da je to ni prizadelo. Connie zopet vidi Charlieja, ki pa ga spremlja ženska, za katero domneva, da je Deb. Ko naleti nanj ji ta pove, da se je z Deb prenehal videvati že leto dni nazaj in da se je s svojo spremljevalko, dekletom po imenu Miranda, ki mu je Connie nadela vzdevek »Veliki zobje«, začel videvati šele, ko je Connie prekinila vse stike z njim, kar pa Connie zelo prizadane. Tommy Katherine razkrije, da je bil sprejet na podiplomsko šolo v Filadelfiji in da se bo tja preselil skupaj z Joan, zaradi česar pa bo zanjo nemogoče, da bi se šolala na Yaleu. Betty išče Spencerja, vendar ji Tommy pove, da je odšel na sestanek v New Yorku in mu naročil, naj on Betty pospremi domov. Betty se vrne v hišo svojih staršev, kjer namerava ostati, vendar jo mama prisili, da se vrne domov in počaka na Spencerja, kar naj bi bilo zanjo najboljše.
Katherine obišče Joan in jo seznani s pravniškimi šolami, kjer bi se lahko šolala tudi, če bi se preselila v Filadelfijo, vendar jo Joan obvesti, da sta se s Tommyjem že poročila, saj sta čez vikend pripravila manjši obred. Katherine vztraja, da je lahko mati in žena tudi, če se začne šolati na pravniški šoli, vendar ji Joan pove, da se je že odločila, da bo raje ostala doma in skrbela za svojo družino. Kritizira jo zaradi njenega podcenjevanja gospodinj ter vztraja, da zato, ker je izbrala družino in ne kariere, ni nič manj pametna. Razočarana Katherine jo objame in ji zaželi srečo.
Giselle večer preživi s starejšim moškim, poročenim gentlemanom, s katerim ima afero, pri čemur pa naleti na Spencerja in njegovo ljubico med poljubljanjem. Ker sumi, da Miranda in Charlie nista več skupaj, se Connie odpravi v deški kampus k Charlieju. Ko ta potrdi, da sta se z Mirando razšla, Connie prizna, da je naredila že veliko napak, a obljubi, da jih ne bo ponovila in par se poljubi. Naslednji dan o svoji dogodivščini poroča Joan in ko v sobo vstopi utrujena Giselle, jima pove, da je noč preživela s svojim ljubimcem. Betty jo zlobno zmerja s kurbo, se posmehuje njeni neuslišani zagledanosti v Billa Dunbarja in vpije nanjo, dokler je Giselle ne objame. Betty objokana prizna, da je njen zakon neuspešen in Giselle jo tolaži.
Ko Katherine odide na obisk k Billu, tam najde njegovega prijatelja iz vojne, Stanleyja, ki se je namesil v njegovi hiši. Stanley ji razkrije, da čeprav sta bila oba v vojski, nobeden izmed njiju ni nikoli odšel s kontinenta in Katherine spozna, da Bill ni vojni junak, za katerega se izdaja. Ko se sooči z njim, ji slednji prizna, da ni zanikal zgodb, ki so jih ljudje domnevali. Meni, da je Katherine preveč enkratna, da bi bil kdorkoli lahko z njo odkrit in da na Wellesley ni prišla zato, da bi učencem pomagala najti njihovo pot, temveč zato, da bi našla svojo pot. Ne da bi odgovorila, Katherine odkoraka stran in s tem konča njuno razmerje.
Bettyjina mama obišče kampus in Betty razkrije, da je njeni tašči že obljubila, da se s Spencerjem ne bosta ločila in da bosta skupaj ostala vsaj še eno leto. Betty pokaže na sliko Mone Lise in jo vpraša, če njen nasmeh pomeni, da je v resnici srečna. Mama ignorira njeno pripombo in ji reče, naj svoje težave zadrži zase, Betty pa ji odgovori nejasno.
Katherine Watson povabijo k temu, da bi na kolidžu Wellesley poučevala tudi prihodnje šolsko leto, vendar le pod strogimi pogoji, vključno s tem, da bi vodstvu šole morala že vnaprej predložiti učni načrt, po katerem bo obravnavala snov, to pa ga bo moralo odobriti ter da ne bo smela svojim študentkam dajati nasvetov glede reči, ki niso neposredno povezane z njenim predmetom. Čeprav Katherine ve, da pod temi pogoji ne bo več morala poučevati na kolidžu, jo prijetno preseneti pogovor, ki ga ima z učenci v svoji učilnici. Kasneje jo njene študentke ganejo s slikami, narisanimi s pomočjo »Risanje po številkah«, ki so temeljile na Van Goghovi sliki Sončnice, ki so ji jih v spomin podarile ob koncu leta. Na proslavitvi njihove diplome Betty svoji materi razkrije, da je vložila zahtevo za ločitev in da se bo preselila v Greenwich Village skupaj z Giselle. Betty Katherine zaupa, da se bo kasneje morda vpisala na pravniško šolo Yale, pri čemer jo Katherine zelo podpira.
Ko se Katherine Watson s taksijem odpelje iz kampusa kolidža Wellesley, ji njene študentke na kolesih sledijo in ji tako pokažejo svojo naklonjenost, a nazadnje so se vse, z izjemo Betty, prisiljene ustaviti. Betty še naprej kolesari poleg taksija in pokaže svojo žalost zaradi Katherineinega odhoda. V svojem zadnjem prispevku za šolski časopis Betty razkrije, da je Katherine namenjena v Evropo in pokaže veliko občudovanje do te »nenavadne ženske,« ki »išče resnico izven tradicije, izven definicije, izven podobe.«

## Igralska zasedba
- Julia Roberts kot Katherine Watson
- Kirsten Dunst kot Elizabeth »Betty« Warren (Jones)
- Julia Stiles kot Joan Brandwyn (Donegal)
- Maggie Gyllenhaal kot Giselle Levy
- Ginnifer Goodwin kot Constance »Connie« Baker
- Marcia Gay Harden kot Nancy Abbey
- Dominic West kot Bill Dunbar
- Marian Seldes kot ravnateljica Jocelyn Carr
- Juliet Stevenson kot Amanda Armstrong
- John Slattery kot Paul Moore
- Ebon Moss-Bachrach kot Charlie Stewart
- Topher Grace kot Tommy Donegal
- Laura Allen kot Susan Delacorte
- Emily Bauer kot učenka umetnostne zgodovine
- Tori Amos kot pevka na poroki
- Lisa Roberts Gillan kot gdč. Albini
- Emily Eby kot gdč. Robin
- Taylor Roberts kot Louise
- Mary Pascoe kot Mary S. Pascoe, fotografinja.

## Kontroverznost v kampusu
Med snemanjem filma Nasmeh Mone Lise so se študentke kolidža Wellesley začele pritoževati, ker so ustvarjalci filma ob izbiranju statisk dejali, da le-te ne smejo biti »preveč zagorele.« Mnogi so menili, da so bili rasistični in s tem diskriminirali veliko potencialnih statisk, vendar so ustvarjalci filma dejali, da so le poudarjali, da morajo najti statistke, ki tudi po videzu ustrezajo tistemu časovnemu obdobju.
O tej kontroverznosti so pisali tudi v lokalnih medijih in producenti so se strinjali, da bodo majhno število učencev najeli za pomočnike producentov. Kolidž je kasneje izdal sporočilo za javnost, v katerem so želeli prikazati, kako je izgledal resničen kolidž Wellesley v letu 1953 in v katerem so branili svojo odločitev, da bodo dovolili snemanje filma v kampusu.

## Izid

### Prodaja
V prvem tednu od izida je bil film Nasmeh Mone Lise drugi najbolje prodajani film v Združenih državah Amerike. Zaslužil je 11.528.498 $ dobička, pri čemer ga je prehitel le film Gospodar prstanov: Kraljeva vrnitev.

### Sprejem kritikov
Film je s strani kritikov prejel v glavnem negativne ocene. Roger Ebert iz revije Chicago Sun-Times je filmu dodelil tri zvezdice od štirih, pri spletni strani Rotten Tomatoes pa so mu dodelili 35% pozitivnih od 148 ocen. Pri spletni strani Metacritic so filmu dodelili 45% pozitivnih ocen. Mick LaSalle iz revije San Francisco Chronicle je o filmu napisal: »Tu je film Mikea Newella (Donnie Brasco, Štiri poroke in en pogreb), v katerem igra Julia Roberts in, kar je pri filmu najboljše, ima zanimivo temo. Nasmeh Mone Lise bi moral biti ganljiv film, a ni.« Jamesu Berardinelliju iz revije ReelViews se je film zdel »neusmijeno povprečen«, Manohla Dargis iz revije Los Angeles Times pa ga je opisala kot »domišljavega in reduktivnega.« Kritiki so večkrat pohvalili nastop Julie Roberts v filmu, Stephen Holden iz revije The New York Times jo je, na primer, opisal kot »najsvetlejšo mlado zvezdo kinematografov«.

### Reakcija bivših učencev kolidža Wellesley
V sporočilu učencem kolidža Wellesley v zvezi s filmom je takratna ravnateljica kolidža, Diana Chapman Walsh, izrazila obžalovanje, ker je mnogo učencev kolidža Wellesley, ki je šolo obiskovalo v petdesetih menilo, da je bila upodobitev šole v filmu napačna.

## Nagrade in nominacije
| Leto | Nagrada                            | Kategorija                                         | Nominirani                                               | Osvojeno? |
| ---- | ---------------------------------- | -------------------------------------------------- | -------------------------------------------------------- | --------- |
| 2004 | Zlati globus                       | Najboljša izvirna pesem - Film                     | Elton John in Bernie Taupin za »The Heart Of Every Girl« | Ne        |
| 2004 | Critics Choice Award               | Najboljša pesem                                    | Elton John in Bernie Taupin za »The Heart Of Every Girl« | Ne        |
| 2004 | Satellite Award                    | Najboljša izvirna pesem                            | Elton John za »The Heart Of Every Girl«                  | Ne        |
| 2004 | Phoenix Film Critics Society Award | Najboljša uporaba že prej izdane ali posnete pesmi | »The Heart Of Every Girl«                                | Ne        |
| 2004 | Teen Choice Award                  | Izbira filmske igralke: Drama/Akcijska avantura    | Julia Stiles                                             | Ne        |
| 2004 | Teen Choice Award                  | Izbira filmskega antagonista                       | Kirsten Dunst                                            | Ne        |